# Blasia pusilla
Blasia pusilla (deutsch Flaschenmoos, Blasiusmoos) ist eine Lebermoos-Art aus der Klasse Blasiopsida. Sie ist die einzige Art der damit monotypischen Gattung Blasia. Der Name geht zurück auf Pier Antonio Micheli, der sie zu Ehren des italienischen Benediktinermönchs Blasius Biagi benannt hat.

## Merkmale
Blasia pusilla bildet oft ausgedehnte Rasen. Die Bestände treten oft nur unbeständig auf, die Pflanzen sterben im Winter zum Teil ab.
Der gelbgrüne bis dunkelgrüne, niederliegende bis aufsteigende Thallus ist etwa bandförmig und gabelig verzweigt. Die gelappten Ränder geben ihm ein gekräuseltes Aussehen. Auf der Thallusoberseite sind meist auffallende flaschenartige Gebilde vorhanden, die Brutkörper enthalten, diese sind mehrzellig, elliptisch und um 90 Mikrometer groß. Daneben werden seltener direkt auf der Thallusoberfläche größere sternförmige Brutkörper gebildet. Im Thallus sind Nostoc-Kolonien als Symbionten vorhanden, diese sind im Durchlicht als dunkle Punkte erkennbar. An der Thallusunterseite befinden sich schildförmige, am Rand dornig gezähnte Schuppen.
Der Thallus ist in der Mitte mehrzellschichtig mit etwa 10 Zelllagen, die Randbereiche dagegen sind einzellschichtig. Die dünnwandigen Zellen sind am Thallusrand etwa 25 – 30 Mikrometer groß, in der Thallusmitte verlängert. Sie enthalten keine Ölkörper.
Die Geschlechterverteilung ist diözisch. Sporogone werden nur selten ausgebildet. Die ungeschlechtliche Vermehrung erfolgt gewöhnlich durch Brutkörper.

## Standortansprüche
Geeignete Wuchsorte sind vernässte, kalkfreie, nährstoffreichere, lehmig-tonige oder sandige, lichtreiche bis etwas beschattete Stellen an Wegrändern und Böschungen, Stichwänden von Wiesengräben, an Ackerrändern, auf Brachäckern und ähnlichen.

## Verbreitung
Blasia pusilla ist auf der Nordhalbkugel verbreitet: in Europa, Asien (bis Japan), Madeira, Nordamerika, Grönland. In Europa reichen die Vorkommen bis in den Norden, im Mittelmeergebiet ist sie selten oder fehlt.
In Deutschland, Österreich und der Schweiz ist sie von der Ebene bis in mittlere Gebirgslagen weit verbreitet, tritt aber nur gebietsweise häufig auf und ist in vielen Gegenden selten. In Kalkgebieten, Trockengebieten sowie in dicht besiedelten oder intensiv landwirtschaftlich genutzten Gegenden fehlt sie weitgehend.